# José Ramón Parada Vázquez
José Ramón Parada Vázquez (La Coruña, 16 de marzo de 1933-Madrid, 27 de marzo de 2024) fue un jurista español. Catedrático de Derecho administrativo en las universidades de La Laguna, Valencia, Barcelona, Complutense y UNED.

## Biografía
José Ramón nació en La Coruña en 1933, nieto de Daniel Vázquez-Gulias. Tiempo después se trasladó a Valladolid, donde inició su formación básica y el bachillerato en el colegio de San José, de la Compañía de Jesús. Seguidamente se licenció en Derecho en la Universidad de Valladolid en sólo tres cursos (1953) e ingresó —con veinte años—  en el Cuerpo Jurídico Militar. Sus primeros destinos le llevan a Santa Cruz de Tenerife (Capitanía General de Canarias) y a Santa Isabel, la capital de la Guinea española, donde permanece dos años. De allí regresó a Valladolid, donde se incorporó a la Auditoría de Guerra de la Capitanía General de Valladolid, con la intención de integrarse en el claustro de la Universidad de Valladolid (1958), ya que en su etapa africana, había leído dos libros del que sería su maestro, Eduardo García de Enterría, que desperteran en él su vocación docente. 
Durante los años de docencia universitaria en la capital castellana, supo atraer al seminario de Derecho Administrativo a los futuros catedráticos Ramón Martín Mateo, José Antonio Manzanedo o Tomás Ramón Fernández. En 1971 ganó la cátedra de Derecho Administrativo de la Universidad de La Laguna, trasladándose posteriormente a las cátedras de su disciplina en la Universidades de Valencia, Barcelona, Complutense de Madrid y, la Universidad Nacional de Educación a Distancia (UNED), donde ejerció su magisterio durante más tiempo y donde concluyó su carrera académica.
Tras su jubilación, dirigió durante más de quince años la Fundación Alfonso Martín Escudero, desde la que impulsó una importante labor editorial, promoviendo la edición de monografías, sobre temas históricos y jurídicos, fundamentalmente.

## Obra
Parada Vázquez  publicó una amplia y variada obra científica. Entre sus estudios, destacan los realizados sobre los orígenes y fundamentos históricos de la contratación administrativa y la jurisdicción contencioso-administrativa y sus contribuciones al estudio del Derecho de la función pública, el urbanismo, la justicia administrativa, la organización territorial del Estado y el Derecho militar.
Su Manual de Derecho administrativo, en tres tomos ha sido utilizado por miles de estudiantes de Derecho en España. Se trataba de un tratado, en el que Parada Vázquez elaboró una reflexión original , madura y crítica sobre los temas nucleares del Derecho Administrativo.

## Distinciones
- Doctor honoris causa por la Universidad Carlos III de Madrid (1995).[6]